# 対馬市立大船越小学校
対馬市立大船越小学校（つしましりつ おおふなこししょうがっこう, Tsushima City Ofunakoshi Elementary School）は長崎県対馬市美津島町大船越にある公立小学校。

## 概要
歴史
1874年（明治7年）に開校した「第五大学区第四中学区第二十六番小学大船越学校」を前身とする。2009年（平成21年）に創立135周年を迎えた。
校区
住所表記で対馬市美津島町の後に「大船越、久須保（くすぼ）、女護島（めごしま）、玉調（おおつき）、犬吠（いぬぼえ）、緒方（おかた）、島山（しまやま）」の続く地域。中学校区は対馬市立大船越中学校。

## 沿革
- 1874年（明治7年）6月1日 -「第五大学区第四中学区（大船越学区）二十六番小学大船越学校」の開校が文部省に正式認可。
  - 当初、士族の阿比留傳蔵が教授にあたる。下在所236番地の「平間屋敷[4]」と呼ばれる奥（浜崎）に校舎を設置。
- 1884年（明治17年）10月1日 - 「鶏知学区公立中等鶏知小学校下等大船越分校」に改称。
- 1887年（明治20年）- 小学校令により、鶏知学区から鴨居瀬学区が分離され、「鴨居瀬学区簡易鴨居瀬小学校簡易大船越分教場」となる。
- 1891年（明治24年）- 「鴨居瀬学区尋常鴨居瀬小学校大船越分教場」に改称。
- 1892年（明治25年）- 尋常鴨居瀬小学校から分離し、「尋常大船越小学校」に改称。久須保分教場を設置。
- 1893年（明治26年）- 「大船越尋常小学校」に改称（「尋常」の位置が変わる）。
- 1897年（明治30年）- 下在所346番地の台上に校舎一棟二教室が完成。
- 1899年（明治32年）- 高等科を併置し、「大船越尋常高等小学校」と改称（尋常科4年・高等科2年）。
- 1901年（明治34年）9月 - 島山尋常小学校を統合し、島山分教場とする。
- 1908年（明治41年）4月1日
  - 島嶼町村制施行により、下県郡船越村が発足。これに伴い、船越村立の小学校となる。
  - 義務教育期間が尋常科4年から尋常科6年に延長されたため、尋常科5・6年を新設。
- 1909年（明治42年）4月 - 鴨居瀬尋常小学校から緒方分教場が移管される。
- 1921年（大正10年）4月 - 大船越農業補習学校が併置される。
- 1930年（昭和5年）4月 - 併置の大船越農業補習学校が大船越実業補習学校に改称。
- 1931年（昭和6年）5月
  - 厳原旧・対馬警備大隊建物の払い下げを受け、新校舎が完成。
  - 久須保分教場と緒方分校を廃止し、本校へ統合。
- 1941年（昭和16年）4月1日 - 国民学校令により、「船越村立大船越国民学校」に改称。
- 1947年（昭和22年）4月1日 - 学制改革（六・三制の実施）
  - 旧・大船越国民学校の初等科が改組され、「船越村立大船越小学校」となる。
  - 旧・大船越国民学校の高等科と旧・青年学校が改組され、船越村立大船越中学校（新制中学校）となり、小学校に併設。
- 1955年（昭和30年）4月1日 - 美津島町の発足により、「美津島町立大船越小学校・中学校」に改称。
- 1956年（昭和31年）5月11日 - 中学校校舎が完成。
- 1958年（昭和33年）- 緒方分校を再設置。低学年（1・2年生）を収容する。
- 1962年（昭和37年）- 緒方分校で6年生までを収容できるようにする。
- 1963年（昭和38年）- 運動場が完成。
- 1971年（昭和46年）10月12日 - 鉄筋コンクリート造2階建ての校舎が完成。
- 1973年（昭和48年）3月 - 体育館が完成。
- 1974年（昭和49年）4月1日 - 大船越中学校との併設を解消し、独立。
- 1995年（平成7年）3月31日 - 緒方分校を廃止し、本校へ統合。

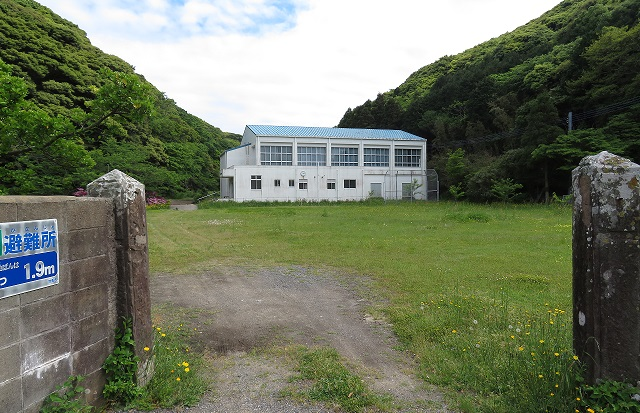
緒方分校跡

- 2004年（平成16年）3月1日 - 対馬市の発足により、「対馬市立大船越小学校」（現校名）に改称。
- 2014年（平成26年）11月18日 - 対馬市教育委員会指定学力向上研究発表会

## アクセス
最寄りのバス停
- 対馬交通 「大船越」バス停

最寄りの空港
- 対馬空港

最寄りの国道・県道
- 国道382号

## 周辺
- 対馬市立大船越中学校
- 大船越郵便局